# 1992 (numero)
Millenovecentonovantadue (1992) è il numero naturale dopo il 1991 e prima del 1993.

## Proprietà matematiche
- È un numero pari.
- È un numero composto da 16 divisori: 1, 2, 3, 4, 6, 8, 12, 24, 83, 166, 249, 332, 498, 664, 996, 1992. Poiché la somma dei suoi divisori (escluso il numero stesso) è 3048 > 1992, è un numero abbondante.
- È un numero semiperfetto in quanto pari alla somma di alcuni (o tutti) i suoi divisori.
- È un numero felice.
- È un numero palindromo nel sistema posizionale a base 11 (1551).
- È un numero intoccabile.
- È un numero malvagio.
- È parte delle terne pitagoriche (581, 1992, 2075), (830, 1992, 2158), (1494, 1992, 2490), (1992, 2656, 3320), (1992, 3735, 4233), (1992, 5810, 6142), (1992, 6745, 7033), (1992, 11869, 12035), (1992, 13706, 13850), (1992, 20619, 20715), (1992, 27520, 27592), (1992, 41310, 41358), (1992, 55094, 55130), (1992, 61985, 62017), (1992, 82656, 82680), (1992, 110215, 110233), (1992, 123994, 124010), (1992, 165330, 165342), (1992, 248000, 248008), (1992, 330669, 330675), (1992, 496006, 496010), (1992, 992015, 992017).

## Astronomia
- 1992 Galvarino è un asteroide della fascia principale del sistema solare.

## Astronautica
- Cosmos 1992 è un satellite artificiale russo.

## Altri ambiti
- 1992 (serie televisiva) è una serie televisiva italiana.